# Hedan II di Turingia
Hedan II di Turingia, noto anche come Heden o Hetan (... – 741), detto il Giovane, fu margravio di Turingia dal 700 circa fino alla sua morte.

## Origine e notizie biografiche
Hedan II era figlio del conte di Würzburg e margravio di Turingia Gosberto e di sua moglie Gailana. Apparteneva dunque alla dinastia degli Edonidi.
L'opera agiografica del IX secolo nota come Passio Kiliani, che racconta la vita di san Chiliano è la principale fonte disponibile su Hedan II e la sua famiglia. Lo storico Wilhelm Störmer asserisce che le informazioni relative alla genealogia degli Edonidi presenti nell'opera siano del tutto credibili. Tuttavia, il resto del racconto, inclusa la parte che riguarda più direttamente Hedan, gode di scarso credito tra gli storici contemporanei.
Hedan sposò Teodrada, la quale aveva legami con le famiglie di Rodoin e del conte d'Alsazia Gundoin. Il matrimonio di Hedan potrebbe aver rafforzato le sue pretese nel rivendicare l'eredità paterna, anche perché Teodrada sembrerebbe legata al Teodebaldo, figlio di Radulfo I. Da Teodrada, Hedan ebbe una figlia, Immina, e un figlio, Turingio, il quale però non riuscì a succedere al padre a causa dell'ascesa dei Pipinidi nell'VIII secolo.
Secondo l'opera agiografica del XII secolo Vita Bilihildis, che fa richiamo a fonti di epoca precedente non pervenute fino a oggi, Hedan potrebbe aver sposato santa Bilichilde. Infatti, nel racconto è presente l'espressione «dux militum gentilis [...] vocabulo Hetan».

## Governo della Turingia
Hedan divenne margravio di Turingia attorno all'anno 700, sicuramente prima del 704. Sotto Hedan cominciò un processo di espansione della marca verso est, in quella che è la Turingia contemporanea.
Con un documento datato 18 aprile 716 o 717, Hedan ampliò una sua precedente donazione, concedendo proprietà ereditarie ad Hammelburg, lungo la Saale ai conti Catone e Sigerico, agli aristocratici Adogoto ed Ererico, nonché al nutricius (tutore o reggente) Ado.
Con il sostegno di Hedan, di sua moglie Teodrada e di suo figlio Turingio la conversione dei Turingi al Cristianesimo, iniziata senza successi incisivi da Chiliano, riprese con forza e cominciò a dare i suoi frutti grazie a Bonifacio.  Il 1º maggio 704, con il consenso degli aristocratici franchi Rocco e Doda, fece a Würzburg una donazione con la quale concesse al vescovo Villibrordo i luoghi di Arnestati, Mulenberge, e Monhore. Grazie alla famiglia della moglie, aveva legami anche con il monastero di Weißenburg in Alsazia e sua figlia Immina entrò nella casa del monastero di Marienberg. Grazie ai suoi sforzi, nel 742 fu istituita la diocesi di Erfurt.

## Leggenda di san Chiliano
La leggenda riportata nella Passio Kiliani racconta che a seguito dell'assassinio del padre Gosberto, reo di essersi lasciato convertire al Cristianesimo da san Chiliano, Hedan e gli altri suoi familiari convertiti furono costretti a fuggire a causa di una rivolta dei pagani, mentre sua madre Gailana, rimasta pagana, venne scelta come marchesa dai ribelli.  Dopo che la madre morì in preda alla follia, Hedan, ormai adulto, tornò in Turingia e rivendicò l'eredità paterna.